# Журавно (Львовская область)
Жура́вно (укр. Журавне) — посёлок в Стрыйском районе Львовской области Украины. Административный центр Журавновской поселковой общины.

## Географическое положение
ПГТ расположен в 17 км юго-восточнее от Жидачова, на правом берегу Днестра и левом — реки Свича.
Ближайшая ж/д станция — Журавно, 12 км.

## История
В 1435 г. было основано, а в 1563 г. получило Магдебургское право. В Журавно 16 октября 1676 г. был заключён Журавенский мирный договор между Речью Посполитой и Османской империей.
В 1890 году здесь насчитывалось 274 дома и 2716 жителей.
В 1919—1939 гг. селение находилось в составе Станиславовского воеводства Польши.
В сентябре 1939 года село вошло в состав СССР. В дальнейшем, в ходе Великой Отечественной войны в 1941—1944 гг. оно было оккупировано немецкими войсками.
В 1957 г. Журавно получил статус пгт.

## Достопримечательности
- Городская ратуша
- Дворец Скшинских-Чарторыйских (нач. 20 в., стиль — неоклассицизм), на его территории расположен дендропарк.